# Jennyfer
Pour les articles ayant des titres homophones, voir Jennifer et Jenifer.
Jennyfer est une marque française de prêt-à-porter féminin, fondée par Gérard Depagniat et David Tordjman à Saint-Denis. Elle est exploitée par la société Stock J Boutique Jennyfer.

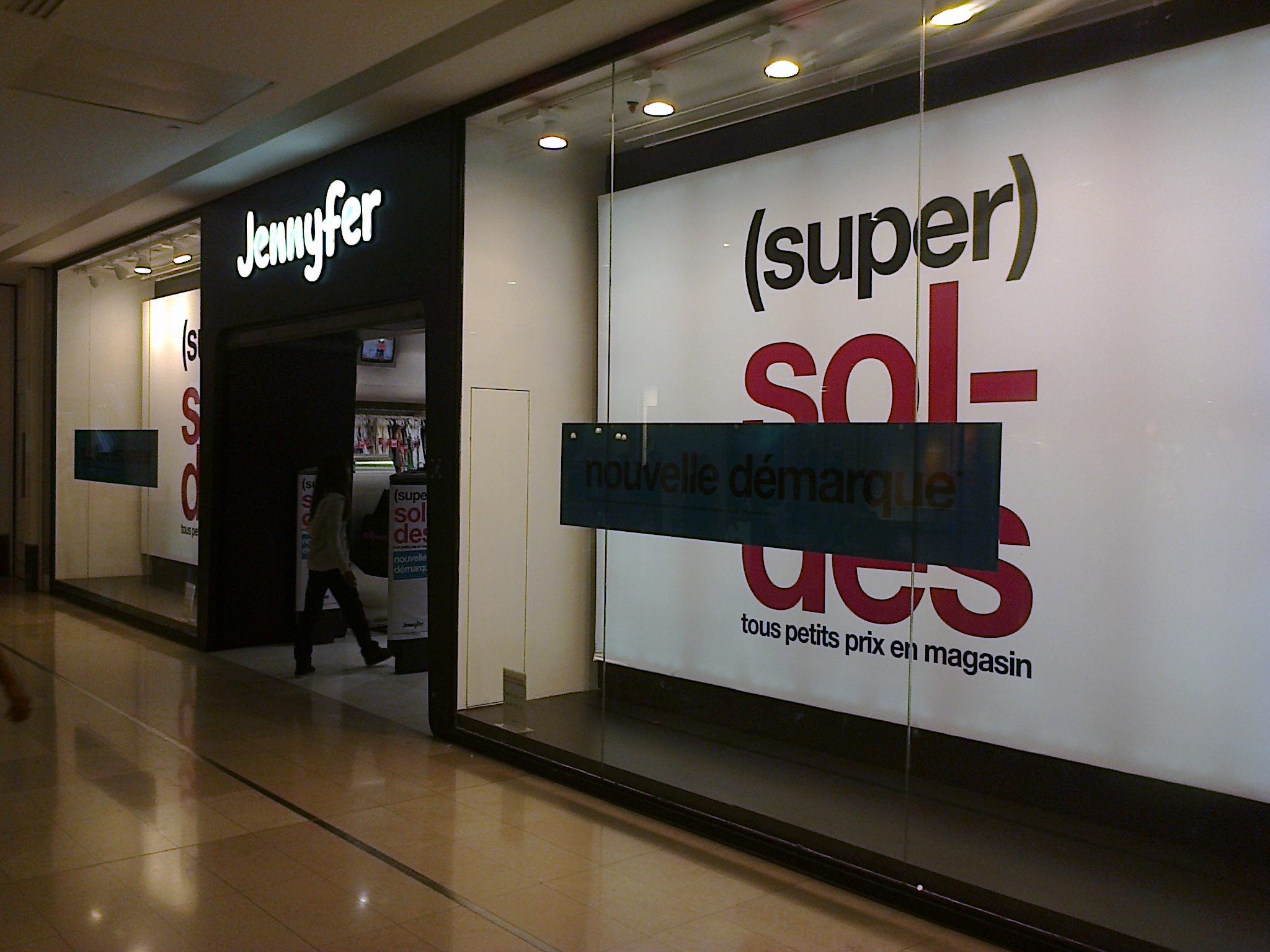
Le magasin Jennyfer du centre commercial Les Quatre Temps à La Défense (Hauts-de-Seine)

La liquidation judiciaire de l'ensemble du groupe est annoncée le 30 avril 2025 avec une cessation d'activité au 28 mai 2025.

## Histoire

### Création puis développement à l'international et difficultés (1985-2005)
Jennyfer est créée en 1985.
En 2000, l'enseigne entame son développement à l'étranger avec l'ouverture d'un fleuron à Bruxelles, avant d'ouvrir d'autres magasins en Belgique, en Italie et en Espagne.
En 2005, la marque alors en difficulté, est reprise par Marc et Laurent Grosman, fondateurs de Célio.

### Rachat et virage stratégique (2018-2023)
En septembre 2018, Sébastien Bismuth devient le nouveau président de la marque après avoir dirigé la marque de lingerie Undiz entre 2012 et 2018.
En 2018, l'enseigne de prêt-à-porter est rebaptisée « Don't Call Me Jennyfer » à l’issue de son rachat. L'enseigne compte alors 550 magasins dans le monde, dont 348 en France dont 198 en propre. Pendant les trois années suivantes, la marque enclenche un tournant stratégique en travaillant avec des influenceurs tels que Léna Situations et en affichant des valeurs dans l'air du temps. Elle produit ainsi des collections en partenariat avec les influenceurs Mayadorable, Bilal Hassani, Eva Queen, Marylouleloup et Johan Papz.

### Placement en redressement judiciaire puis disparition (2023-2025)
En 2023, la première enseigne de prêt-à-porter française des 10-19 ans, demande son placement en redressement judiciaire. L'enseigne aurait été rattrapée par l'augmentation "soudaine des coûts, cumulée à une inflation galopante". La marque compte alors 220 magasins en France et emploie 1 112 salariés. À la fin de l'année, la marque annonce un plan social touchant 75 employés.
En juin 2024, l'enseigne est placée en redressement judiciaire et le tribunal de commerce de Bobigny valide son plan de continuité d'activité. Le plan prévoit un investissement de 15 millions d'euros pour permettre à l'enseigne de retrouver sa rentabilité grâce à l'arrivée d'un nouvel actionnaire, le groupe franco-chinois Sinoproud.
Le 18 août 2024, « Don't Call Me Jennyfer » annonce sur les réseaux sociaux une fermeture définitive qui provoque une panique chez les fans. Le jour suivant, le média Le Factuel publie un fact-checking et annonce qu'il ne s'agit pas de la fin de la marque française mais d'une transformation stratégique. En réalité, la marque reprend son ancien nom « Jennyfer » avec une nouvelle identité visuelle « NN ».
Le 21 août 2024, « Don't Call Me Jennyfer » devient « Jennyfer ».
Le 30 avril 2025, la marque est placée en liquidation judiciaire dû notamment à "l'explosion des coûts et la baisse du pouvoir d'achat". Les boutiques baissent le rideau le 28 mai 2025 en attendant une éventuelle reprise alors que 12 offres sont déposées au tribunal de commerce de Bobigny.
Le 12 juin 2025, le tribunal de commerce de Bobigny annonce que la marque est en partie reprise par le groupe Beaumanoir et par Celio. Cette reprise partielle permet de conserver un tiers des 1 000 emplois qui étaient menacés. Toutefois, malgré le maintien de ces emplois et la reprise d'activités, le nom de l'enseigne disparait avec la liquidation.